# Caroline Shaw

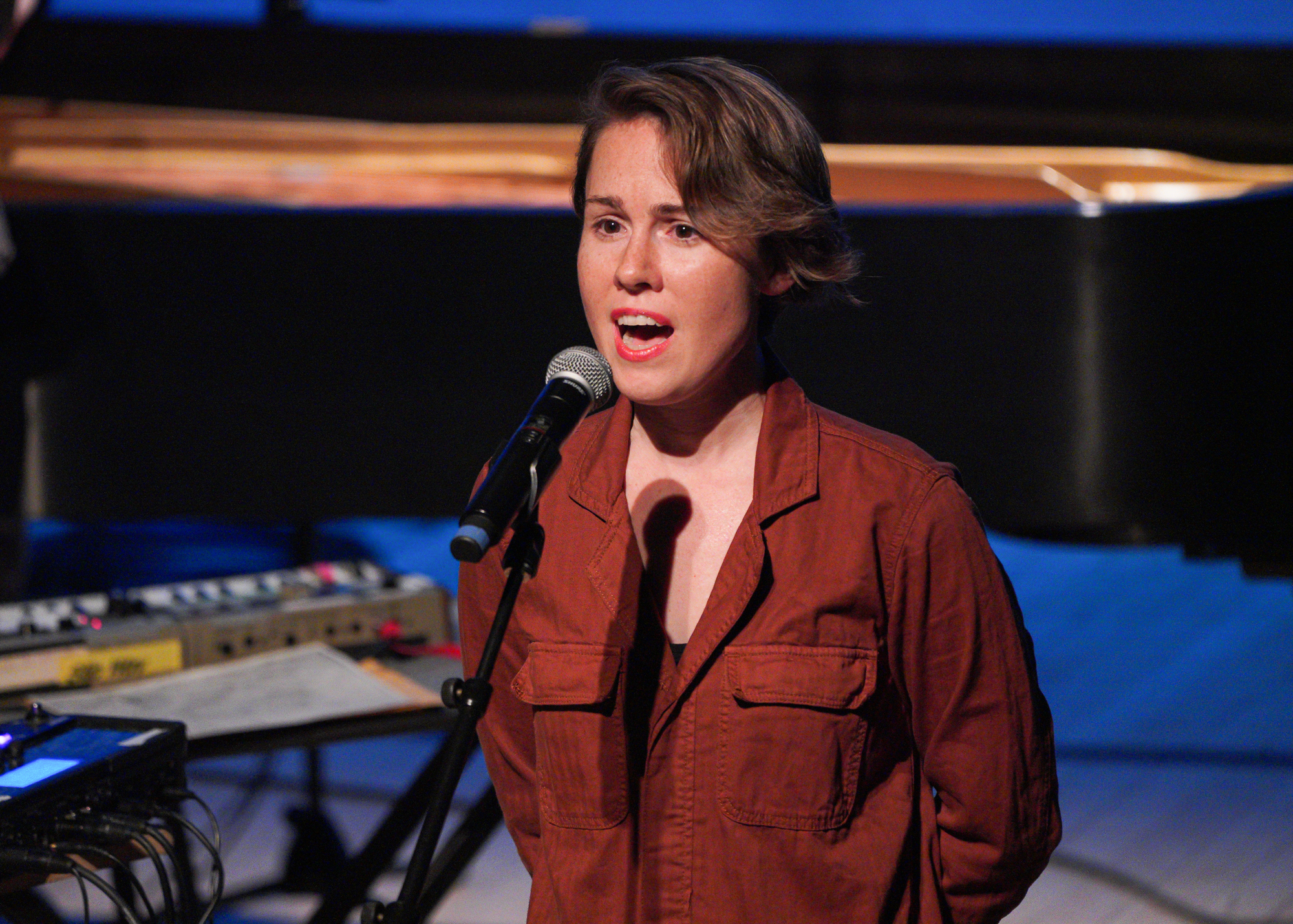
Shaw bei einem Konzert, 2020

Caroline Adelaide Shaw (* 1. August 1982 in Greenville, North Carolina) ist eine US-amerikanische Komponistin, Geigerin und Sängerin. 2013 wurde sie für ihre Partita for 8 Voices mit dem Pulitzer Prize of Music ausgezeichnet.

## Leben und Werk
Caroline Shaw begann im Alter von zwei Jahren mit dem Violinspiel und schloss ein Studium dieses Instruments an der Yale University mit dem Master ab. Bereits im Kindesalter komponierte sie auch. 2010 begann sie ein Promotionsstudium im Fach Komposition an der Princeton University. Eine Thomas J. Watson Fellowship ermöglichte ihr außerdem das Studium historischer Gärten. Shaw wirkt in diversen Ensembles mit, so als Geigerin im American Contemporary Music Ensemble und als Sängerin in den Chören Trinity Wall Street Choir und Roomful of Teeth.
Caroline Shaw, die sich selbst eher als Musikerin denn als Komponistin sieht, wurde 2013 für ihre A-cappella-Komposition Partita for 8 Voices mit dem Pulitzer Prize of Music ausgezeichnet, die für die 2012 erschienene Debüt-Aufnahme des Vokalensembles Roomful of Teeth bei New Amsterdam Records entstanden war. Sie ist damit eine der wenigen Frauen – und zugleich jüngste aller Preisträger überhaupt –, die diesen renommierten Preis erhalten hat.
Am 21. April 2019 veröffentlichten New Amsterdam und Nonesuch Records das Album Orange. Es enthält Kompositionen von Shaw, eingespielt vom Streichquartett Attacca Quartet. Auf dem am 22. Januar 2021 erschienenen Album Narrow Sea werden Kompositionen von Shaw vom Ensemble Sō Percussion, der Sopranistin Dawn Upshaw und dem Pianisten Gilbert Kalish interpretiert.
Caroline Shaw arbeitete mehrfach mit dem Rapper und Produzenten Kanye West zusammen. Unter anderem wirkte sie als Violinistin, Sängerin und Arrangeurin an einer Re-Interpretation des Stücks Say You Will von Wests Album 808s & Heartbreak sowie als Produzentin und Sängerin an Wests Album The Life of Pablo mit.
Seit 2016 komponiert Shaw auch Filmmusiken, so für To Keep the Light, Über mir der Himmel und Julie bleibt still.

## Diskographie (Auswahl)
- Partita for 8 Voices, New Amsterdam 2013
- Orange, eingespielt vom Attaca Quartet, Nonesuch/New Amsterdam 2019
- Narrow Sea, eingespielt von Sō Percussion, Dawn Upshaw und Gilbert Kalish, Nonesuch 2021

## Filmografie (Auswahl)
- 2016: To Keep the Light
- 2018: Madeline’s Madeline
- 2022: Über mir der Himmel (The Sky Is Everywhere)
- 2022: Fleishman Is in Trouble (Miniserie, 8 Episoden)
- 2024: Julie bleibt still (Julie zwijgt)